# Franjo Mesaroš
Franjo Mesaroš (Vinkovci, 6. studenoga 1922. - Zagreb, 29. listopada 1996.) bio je hrvatski stručnjak grafičke tehnologije.
Kao slagar radio je od 1941. u Vinkovcima, Beogradu i Zagrebu, a od 1955. do 1960. bio je tehnički direktor tiskare u Vinkovcima. U međuvremenu je predavao na Grafičkoj školi u Zagrebu (1953. – 1955.). Jedan je od osnivača Više grafičke škole, te dugogodišnji predavač (od 1960.) i osnivač i pročelnik Katedre za tiskarski slog u istoj školi. Diplomirao je 1977. na Višoj grafičkoj školi, te 1978. opću lingvistiku i njemački jezik Filozofskom fakultetu.
Autor je mnogih pisanih djela, a posebno se izdvaja Grafička enciklopedija iz 1971., jedino enciklopedijsko djelo u Hrvatskoj iz područja grafike. 
Za osobite zasluge u kulturi odlikovan je odlikovanjem Reda Danice hrvatske s likom Marka Marulića.

## Izbor iz djela
- Strojni slog, Zagreb, Viša grafička škola, 1966. i 1973. (2. izdanje)
- Grafička enciklopedija, Zagreb, Tehnička knjiga, 1971.
- Tipografsko oblikovanje, Zagreb, Viša grafička škola (više izdanja)
- Stereotipija: Umnožavanje tiskovnih formi, Zagreb, Viša grafička škola, 1975.
- Fotoslog: Automatska obrada teksta, Zagreb, Viša grafička škola, 1983.
- Tipografski priručnik, Grafički obrazovni centar Zagreb, 1985.

## Vanjske poveznice
- Franjo Mesaroš Hrvatska tehnička enciklopedija, portal hrvatske tehničke baštine. LZMK